# Jean-Luc Courtet
Jean-Luc Courtet, né le 9 avril 1968 à Pontarlier, est un footballeur français qui évolue au poste d'Attaquant avant de devenir entraineur.

## Biographie
Jean-Luc Courtet passe par l'INF Vichy entre 1985 et 1987 avant de signer pour l'AJ Auxerre qui évolue en Division 1. Il joue son premier match professionnel en Coupe UEFA en étant titulaire contre le Panathinaikos et marque le dernier but de la rencontre qui offre la victoire à l'AJA trois buts à un. Il joue son premier match en Division 1 quelques jours plus tard en entrant en jeu à la place de Pascal Vahirua. Pour sa première saison, il prend part à sept matchs toutes compétitions confondues. Les trois saisons suivantes, il ne réussit pas à trouver du temps de jeu avec l'équipe première, encore jeune il en concurrence devant avec de joueurs comme Éric Cantona, Didier Monczuk, Christophe Cocard, Pascal Vahirua, Kálmán Kovács ou encore Didier Otokoré.
Il quitte le club en 1991 pour le FC Bourges qui évolue en Division 2. Il y trouve une place de titulaire indiscutable, jouant trente-et-match la première saison pour onze buts puis trente-trois la suivante pour dix-sept buts. Deux saisons prolifiques qui lui offre un nouveau passage en Division 1 avec Le Havre AC mais n'y joue que neuf rencontres avant de revenir à Bourges pour terminer la saison.
Après trois saisons, il rejoint le CS Sedan qui évolue également en Division 2, mais la saison est compliqué pour le club qui descend en National 1 à la fin de la saison pour un tout petit point. Il reste cependant au club une seconde saison mais terminant à la quatrième place de son groupe Sedan ne peut remonter et Jean-Luc quitte le club pour rejoindre le Stade briochin qui vient tout juste de monter.
La saison est compliquée pour le club promu qui termine 21e et avant-dernier à treize points du premier non reléguable. Le club se voit être placé en liquidation judiciaire et est disqualifié pour la saison suivante. Le club reprend en CFA2 est Jean-Luc quitte le club.
Il signe en faveur du Clermont Foot qui évolue en CFA (quatrième division française) et aide le club a remonter en National 1 lors de sa deuxième saison au club. En 2001, il raccroche les crampons et devient entraineur.
Devenu entraineur du CA Pontarlier, club évoluant en DH (sixième division française), il n'a besoin que de trois saisons pour les faire monter en divisions supérieur en 2005, division où le club évolue toujours après 18 ans malgré un passage en National 2 lors de la saison 2018-2019. Pendant son passage au club, il amène le club en 32e de finale de Coupe de France à trois reprises, réussissant à éliminer deux fois des clubs de Ligue 2 (FC Sochaux en 2017 et Amiens SC en 2012) et deux clubs de National (Racing Besançon en 2012 et SR Colmar en 2013).

## Statistiques
| Saison                | Club                  | Championnat           | Championnat | Championnat | Coupe(s) nationale(s) | Coupe(s) nationale(s) | Compétition(s) continentale(s) | Compétition(s) continentale(s) | Compétition(s) continentale(s) | Total | Total |
| Saison                | Club                  | Division              | M.          | B.          | M.                    | B.                    | Comp.                          | M.                             | B.                             | M.    | B.    |
| 1987-1988             | AJ Auxerre            | Division 1            | 6           | 0           | -                     | -                     | C3                             | 1                              | 1                              | 7     | 1     |
| 1988-1989             | AJ Auxerre            | Division 1            | 2           | 0           | 2                     | 0                     | -                              | -                              | -                              | 4     | 0     |
| 1989-1990             | AJ Auxerre            | Division 1            | 1           | 0           | -                     | -                     | -                              | -                              | -                              | 1     | 0     |
| 1990-1991             | AJ Auxerre            | Division 1            | 1           | 0           | -                     | -                     | -                              | -                              | -                              | 1     | 0     |
| Sous-total            | Sous-total            | Sous-total            | 10          | 0           | 2                     | 0                     | -                              | 1                              | 1                              | 13    | 1     |
| 1991-1992             | FC Bourges            | Division 2            | 31          | 11          | 3                     | 0                     | -                              | -                              | -                              | 34    | 11    |
| 1992-1993             | FC Bourges            | Division 2            | 33          | 17          | -                     | -                     | -                              | -                              | -                              | 33    | 17    |
| 1993-1994             | FC Bourges            | Division 2            | 20          | 2           | 1                     | 0                     | -                              | -                              | -                              | 21    | 2     |
| Sous-total            | Sous-total            | Sous-total            | 84          | 30          | 4                     | 0                     | -                              | -                              | -                              | 88    | 30    |
| 1993-1994             | Le Havre AC           | Division 1            | 9           | 0           | -                     | -                     | -                              | -                              | -                              | 9     | 0     |
| 1994-1995             | CS Sedan              | Division 2            | 42          | 9           | 2                     | 0                     | -                              | -                              | -                              | 44    | 9     |
| 1995-1996             | CS Sedan              | National 1            | -           | -           | 1                     | 0                     | -                              | -                              | -                              | 1     | 0     |
| Sous-total            | Sous-total            | Sous-total            | 42          | 9           | 3                     | 0                     | -                              | -                              | -                              | 45    | 9     |
| 1995-1996             | Stade Briochin        | Division 2            | 30          | 3           | 1                     | 0                     | -                              | -                              | -                              | 31    | 3     |
| Total sur la carrière | Total sur la carrière | Total sur la carrière | 145         | 39          | 5                     | 0                     | -                              | -                              | 1                              | 150   | 40    |